# つばめ (列車)
つばめは、鉄道省、日本国有鉄道（国鉄）ならびに九州旅客鉄道（JR九州）による特急列車。
本項では、国鉄およびJRにおいて「つばめ」を名乗った列車について記すとともに、国鉄時代に「つばめ」とほぼ同区間で運転されていた姉妹特急「はと」、および満洲で運転されていた南満洲鉄道（満鉄）の特急「はと」についてもあわせて記述する。
なお、現在JR九州で運行されている九州新幹線「つばめ」、およびその直接の前身であるJR九州の在来線特急「つばめ」「リレーつばめ」に関しては、本項では概略のみ記述することとし、詳細については「つばめ (JR九州)」を参照。

## 概要
1930年（昭和5年）10月から1943年（昭和18年）10月まで鉄道省が、第二次世界大戦を挟んで1950年（昭和25年）10月から1964年（昭和39年）の東海道新幹線開業まで日本国有鉄道（国鉄）が、それぞれ東海道本線で運行していた特急列車「燕」ならびに「つばめ」は、日本を代表する名門列車であった。東海道新幹線の開業後は1975年（昭和50年）3月まで東海道本線および山陽本線の特急列車として新幹線の伸展とともに運転区間を西へ移動させつつ運行され、最終的には西鹿児島駅まで到達したが、山陽新幹線博多駅開業に伴い一旦廃止された。
これ以降20年近く定期列車としての「つばめ」は運行されなかったが、国鉄分割民営化後の1992年（平成4年）7月、JR九州が鹿児島本線に特急「つばめ」を運行し、その後、2004年（平成16年）3月に九州新幹線がその名称を引き継いだ。

## 戦前の「燕」「はと」

### 鉄道省「燕」

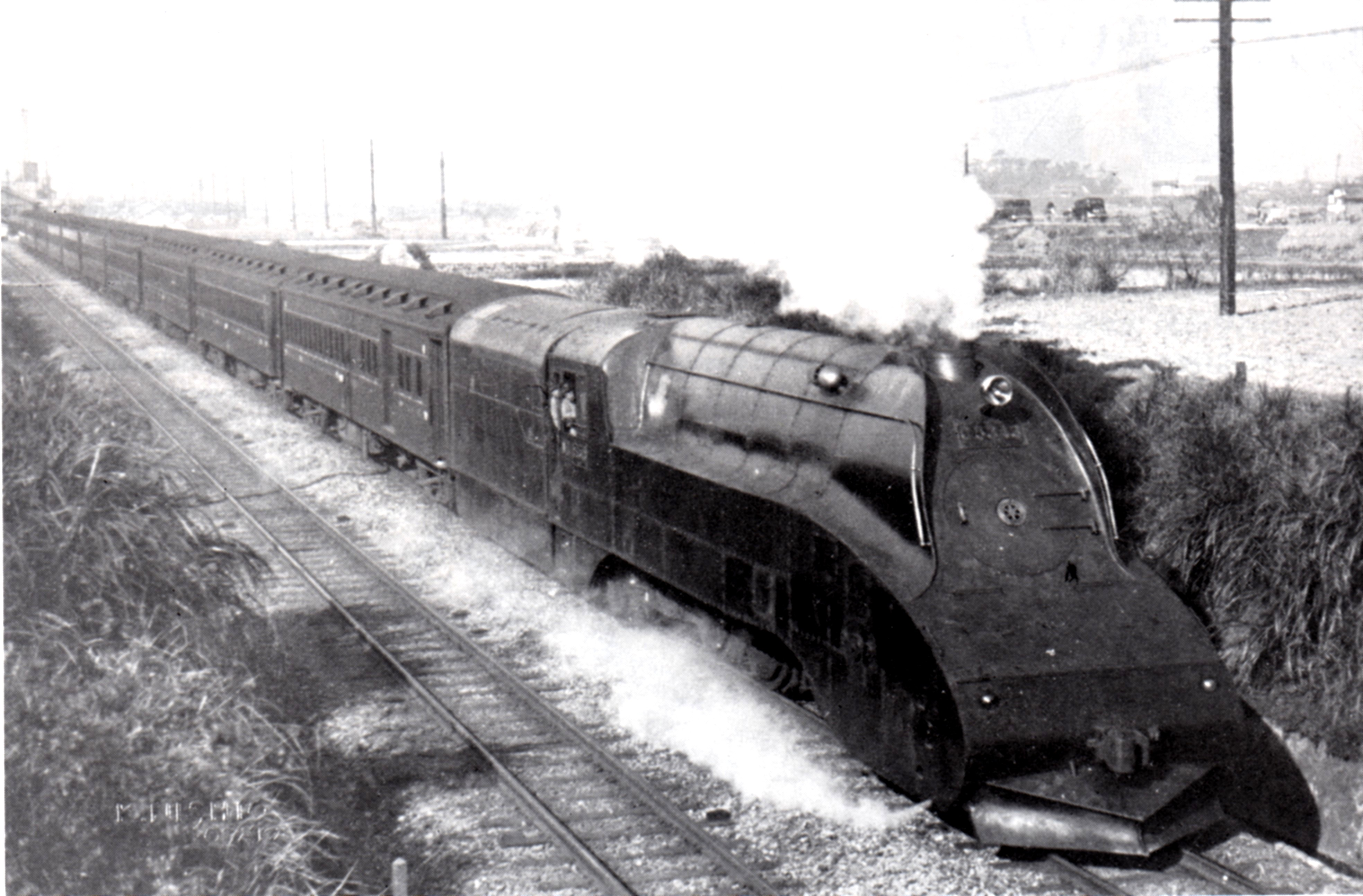
西明石駅付近を回送する流線型C53形蒸気機関車の牽く上り特急「つばめ」（1934年12月）

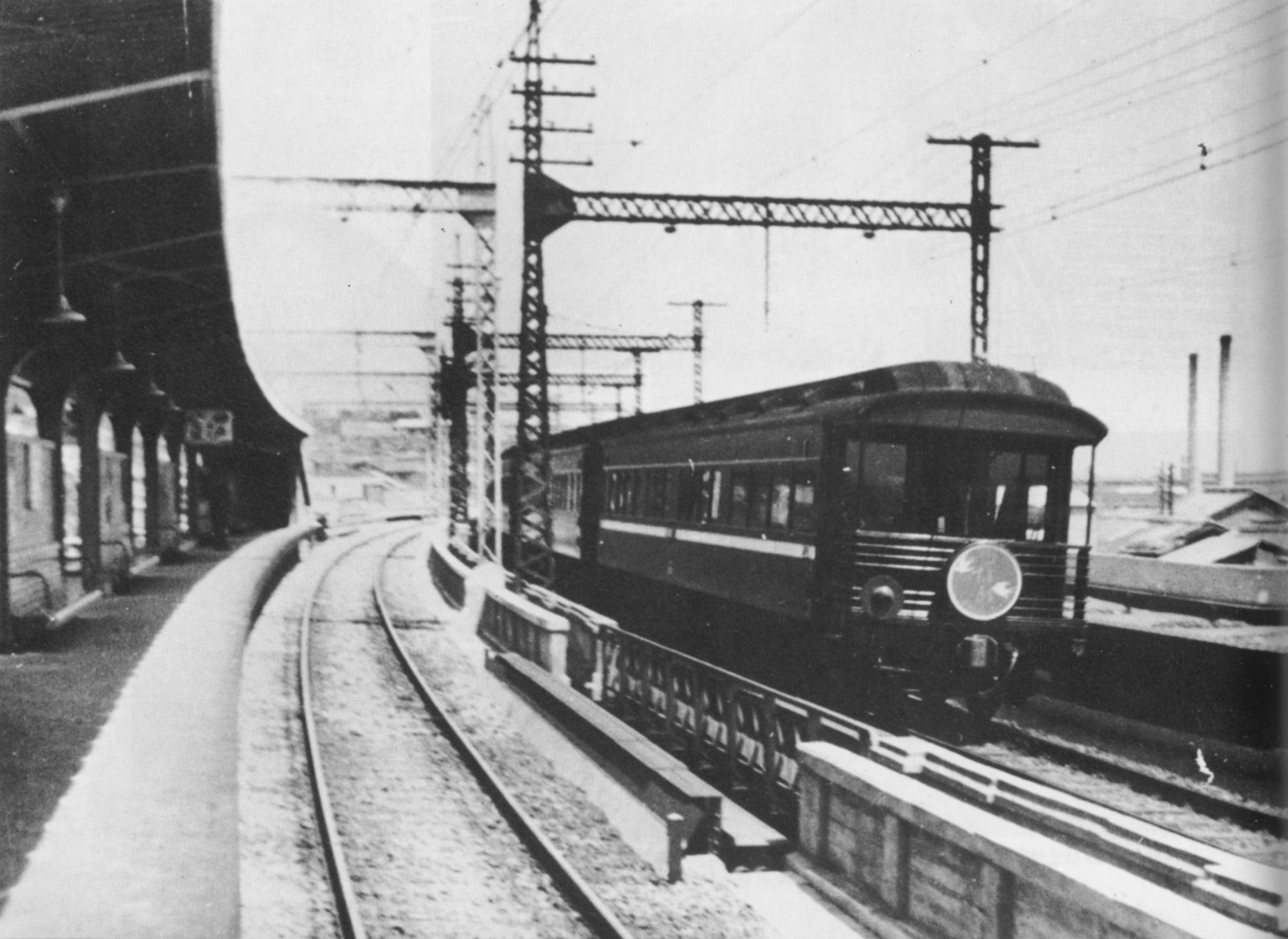
阪急・春日野道駅ホームから見る上り特急「つばめ」展望車（1936年4月）

「燕」は1930年（昭和5年）10月から東京駅 - 神戸駅間で運転を開始。最高速度95 km/h、平均速度65.5 km/hで、特急「富士」と比べて約2時間20分短縮し、東京駅 - 神戸駅間を9時間で結んだ。荷物車、三等二両、食堂車、二等二両、一等展望車で編成。その俊足から「超特急」と称された。運賃は三等6円30銭、二等12円60銭、一等18円90銭。
「燕」という列車名は、先行して運転されていた「富士」「櫻」と同様1929年（昭和4年）に行われた特急列車の愛称一般公募結果をもとに命名されたものである。1937年（昭和12年）7月には姉妹列車として、東京駅 - 神戸駅間に「鷗」の運転を開始したが、太平洋戦争の激化により、1943年（昭和18年）2月に「燕」は運転区間を東京駅 - 大阪駅間に短縮され、「鷗」は廃止、さらに同年10月には戦争激化に伴い「燕」も廃止された。
なお、1936年（昭和11年）には後述の重軌条変更を山陽本線へ展開した後下関駅まで延長運転する構想もあり、C53形蒸気機関車牽引にて神戸からは姫路駅、岡山駅、広島駅のみの停車で、東京駅 - 下関駅を15時間で結ぶ計画がなされていた。
「燕」の運行に際しては、列車の高速安定性を確保するために重軌条の使用が不可欠であった。昭和初期、一部の幹線では50 kg/m軌条を使用していたが、多くの幹線では37 kg/m軌条が使用されていた。1928年（昭和3年）に八幡製鐵所で50 kg/m軌条の製造が可能となり、東海道本線全線の軌条を50 kg/m軌条にすることにより「燕」の運行が可能となった。また、食堂車と1等車にはより安定した走行を目指し、3軸ボギー台車を採用した。

#### 使用車両
当時の長距離列車の例に漏れず、機関車に牽引される客車列車で、一・二等専用だった「富士」、三等車のみだった「櫻」と異なり、一・二・三等車すべてと洋食堂車を連結した初めての各等特急でもあった。本来は最後尾に一等展望車を連結する予定であったが、当初は展望車の新規製作が間に合わず、1931年（昭和6年）9月まで一等寝台車を座席車扱いとして代用した。列車の設定に当たっては、大阪駅などで定時運行・石炭節約の功績を挙げていた、山陽鉄道出身の結城弘毅を運転課長として本局に招き、指揮をさせた。
「燕」は最速列車として人気が高く、早い時点から増結が望まれていたが、C51形+水槽車での牽引では7輌までが限界であったため様々な試行錯誤の末、1931年（昭和6年）12月からは同時間帯の東京駅 - 大阪駅間に二・三等車で編成された臨時列車「臨時燕」を増発した。1934年（昭和9年）12月以降は「不定期燕」と改称して1942年（昭和17年）まで運転され、一時期は一等寝台車も座席車扱いで連結された。

#### 速度向上の手段
「燕」は到達時間短縮のため、それ以前には例のなかった様々な高速化策を導入した。
機関車の交換省略
1930年（昭和5年）10月、「燕」の運転を開始した当時の東海道本線は、東京駅 - 国府津駅間が電化されており、従来は特急・急行列車でも電気機関車と蒸気機関車を国府津で交換していた。しかし、「燕」ではその交換時間を切り詰めるため、C51形蒸気機関車による東京駅 - 名古屋駅間通し牽引とした（名古屋駅以西は梅小路機関庫配置のC51形が牽引）。国府津駅 - 名古屋駅間ではすでに「富士」・「櫻」には強力なC53形が投入されていたが、同形式はクランク位置によって起動不能になる場合があり、過密ダイヤの東京近郊区間での遅延を避けるため、在来形で信頼性の高いC51形が選ばれた。1934年（昭和9年）12月の丹那トンネル開通後は、東京駅 - 沼津駅間は電気機関車牽引、沼津以西はC53形蒸気機関車の牽引とし、沼津で機関車を交換するようになった。
給水停車の省略
蒸気機関車はボイラー用水の消費量が多く、適当な区間ごとに停車して水を補給する必要があったが、「燕」はC51形に専用の水槽車（のちの水運車ミキ20形）を増結することで、この給水停車もなくした。しかし水槽車は重量がかさみ、高速化や輸送力増強の足かせとなることから、「燕」は1932年（昭和7年）3月以降静岡駅に給水を兼ねて停車するようになった。これに伴い水槽車の連結は中止され、牽引力の余裕を得て三等車1両を増結している。この給水については、鉄道省も相当に苦心を重ねたようで、運行計画の中には「線路沿いに給水タンクをずらりと並べて、各々に線路に向けて放水するパイプを取り付け、通過列車に走行しながら給水する」等の奇抜なものまであったが実用化はされなかった。
補助機関車（補機）の連結・解放迅速化
運転開始当時の東海道本線は現在の御殿場線経由であり、25 ‰の勾配を有する急峻な山越え区間があった。このため、下り列車は国府津から、上り列車は沼津から、御殿場駅まで後部補助機関車を連結する必要があった。「燕」はこの連結作業時間をわずか30秒に切り詰め、なおかつ補機の切り離しは、御殿場駅付近通過中に走りながら行った。この結果運転開始当初の「燕」は、下りは国府津から名古屋まで、上りは名古屋から沼津までノンストップとなった。この補機連結は、1934年（昭和9年）12月、丹那トンネル開通によるルート変更によって解消されるまで続いた。一方、大垣駅 - 関ケ原駅間にも同様に25 ‰の急勾配が存在していた。この区間は片勾配で、下り列車に限り大垣駅から補機を連結する必要があったが、下り「燕」はここでも国府津駅・沼津駅と同様の30秒停車で早業連結し、登坂し終えた柏原駅付近で走行中に切り離した。
運転中の乗務員交代
ノンストップ区間では、乗務員交代の停車さえも省略された。交替の機関士と機関助士は先頭の客車内で待機しており、走行中に水槽車外側の歩み板と炭水車内に改造で設けた通路（車両限界の都合もあり、屈んで通過できるサイズ）を経由して、前任の機関士・機関助士と交替したという。事故は無かったというが、さすがにこの交替は危険きわまりなく、1932年（昭和7年）3月以降は静岡での給水停車に合わせて乗務員交代も行うようになった。
燃料の見直し
一番列車の燃料は石炭の代わりに煉炭が使用された。この煉炭は鉄道省官房研究所が燕用に開発したもので、石炭と比べて煤煙が出ない上に火力が非常に強く、夕張炭より安いとの評価を得ていた。

#### 「燕」より速かった電車
超特急ともよばれた燕であるが、客車時代では高性能電車にはおよばなかったとみられ、以下のような逸話が残されている。
「燕」を追い抜いた電車
新京阪鉄道新京阪線（親会社である京阪電気鉄道への合併を経て現在は阪急電鉄京都本線）で使用されていたP-6形（デイ100形）電車は「超特急」という列車種別での運転があり、1930年代に山崎駅付近の東海道本線との並行区間で併走する「燕」を追い抜いたという逸話が残っている。
その真偽や背景については、新京阪鉄道P-6形電車#「燕」追い抜き伝説を参照のこと。
「燕」より速い省線電車
1934年（昭和9年）7月20日に吹田駅 - 須磨駅で電気運転が開始されモハ42形が運用を開始、2年後の1936年（昭和11年）にはモハ52形も新造され、電化区間も京都駅まで延長されたが、私鉄との競合もあり、当初から同区間は燕より所定時間が短く設定されていた。
関西急電も参照。

#### 災害時の迂回運転
1935年（昭和10年）8月10日、大阪府一帯で集中豪雨があり東海道本線が不通となったため、翌日の8月11日には特急つばめは、東京方面から初めて関西本線、城東貨物線、吹田操車場、宮原操車場、東海道線と北方貨物線の塚本信号所を経由して神戸駅まで運転された。この際、通常停車する大阪駅の代わりに天王寺駅に発着している。

### 南満洲鉄道「はと」
「燕」が日本を代表する特急列車であった頃、満洲では急行列車「はと」が誕生した。
中国における日本の国策会社であった南満洲鉄道（満鉄）は1932年、大連駅 - 長春駅（満洲国成立に伴い首都となり、同年“新京”に改名）間を運行していた急行列車に「はと」と命名した。
当初は満鉄を代表する優等列車であったが、1934年11月により高速で高級な設備を備えた特急「あじあ」が登場し、代表列車の座は明け渡した。しかしその後も速度向上は行われ、1939年11月時点では大連駅 - 新京駅間を10時間20分、表定速度68.4 km/hで運行された。「あじあ」はパシナ型というレイモンド・ローイも評価した流線型の機関車が牽引していたが「はと」は満鉄最後の蒸気機関車パシハ型が牽引していた。パシハ型は満洲国皇帝のお召し列車を牽引していた写真が残っている。
その後の第二次世界大戦下における戦況の悪化により、1943年2月に「あじあ」が廃止され、「はと」も速度低下する。しかし「はと」は、1945年8月のソ連軍による満洲侵攻時まで運行を継続した。ただし、「あじあ」が廃止された後は「あじあ」の車両が転用されてパシナ型が牽引していた。
ソ連軍の侵攻の後、満鉄は中国長春鉄路に移管され、満洲における「はと」の歴史は幕を閉じた。「あじあ」牽引機のパシナ型は近年まで旧大連機関区で見ることが出来たが最近瀋陽の機関車展示館に移されここで2両を見ることができる。またパシハ型も1両見ることができ、特徴である鐘も残っている。

## 戦後・国鉄「つばめ」「はと」

### 東海道本線の特急「つばめ」「はと」

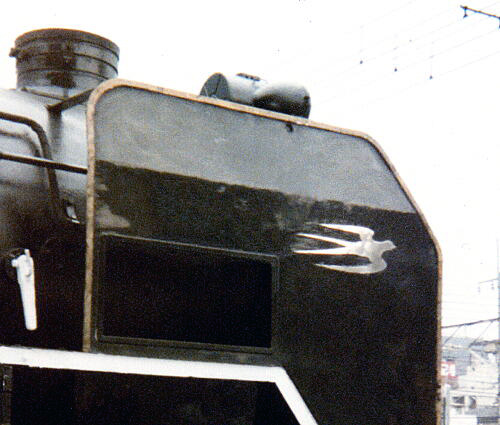
C62 2　東海道本線で特急「つばめ」を牽引したあかしである「スワローエンジェル」（つばめ）マーク

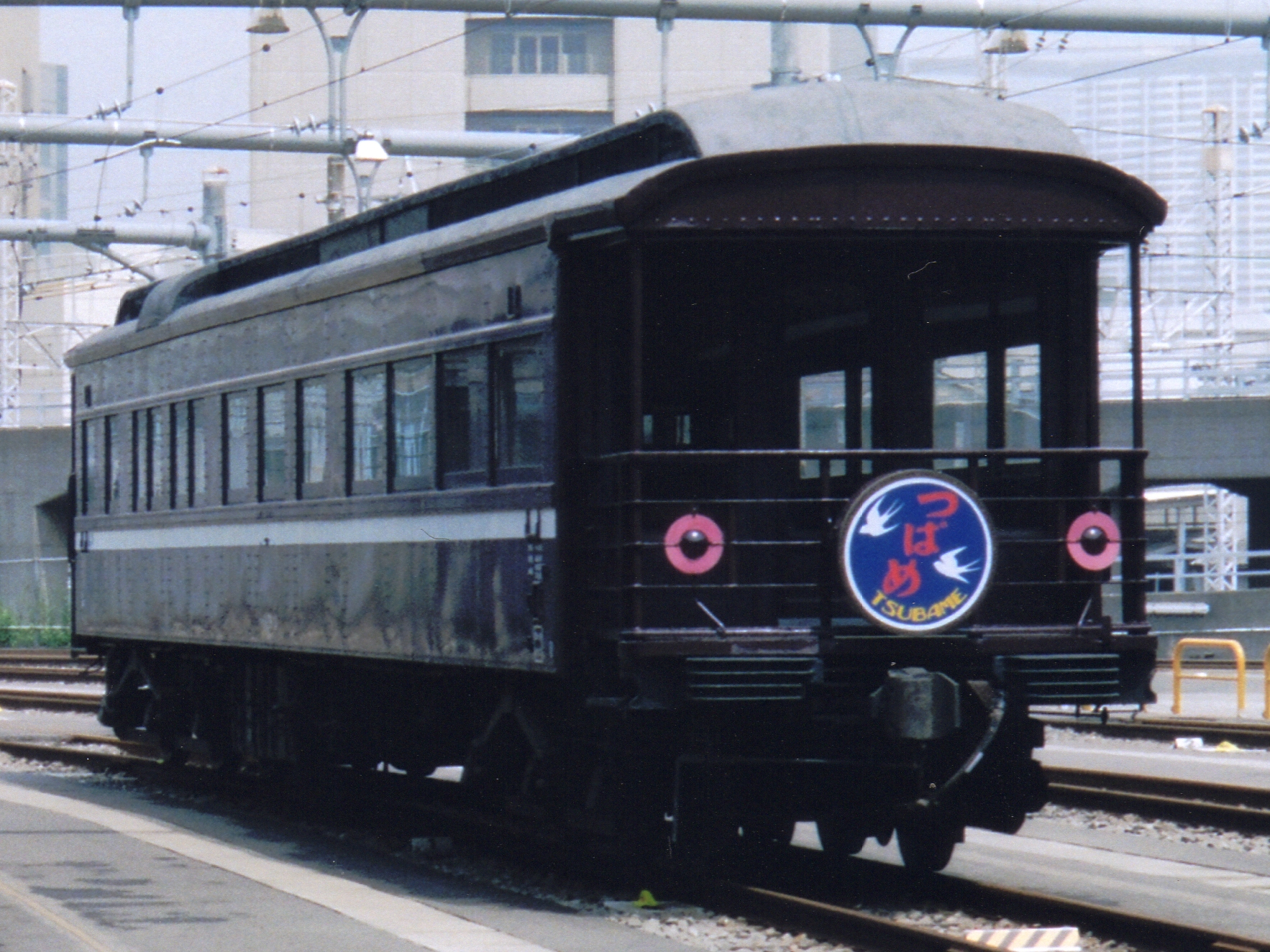
「つばめ」に使用されたマイテ39形

戦後初の国鉄特急として、東京駅 - 大阪駅間で特急「へいわ」の運転が1949年9月から始まり、愛称公募により翌1950年1月に「つばめ」に改称した。1950年5月にはその姉妹列車として特急「はと」が登場している。当初「つばめ」「はと」は東京駅 - 大阪駅間に9時間を要していたが、同年10月のダイヤ改正では8時間に短縮した。1956年11月に東海道本線が全線電化されると7時間30分にまで短縮した。
「つばめ」「はと」ともに一等展望車を連結（マイテ39形、マイテ49形、マイテ58形）、さらに1950年4月11日からはリクライニングシート付の特別二等車の連結および一・二等車乗客に対する座席指定を開始し、当時の日本を代表する列車となった。また、新しく車内サービスに『つばめガール』『はとガール』と呼ばれる女性乗務員を配した。また、三等車も1951年10月以降は特急専用として設計され、固定式ながら一方向き2人掛けシートを備えたスハ44形に置き換えられた。
関西方面の旅客が激増したため、特急券の入手は困難を極めた。1950年11月には400円の特急券を買い占め、900円以上で売りさばいていたブローカーが逮捕されている。
運用に際しては、上下列車とも編成の最後尾に展望車を配する必要があるため、東京と大阪の双方で、三角線回しと呼ばれた特殊な大回り回送を行って、全編成を方向転換させるという手間をかけた。主な牽引機関車はC62形、C59形蒸気機関車、EF58形が使用された。大垣駅 - 関ヶ原駅間には、1944年10月に新垂井駅経由で緩勾配の下り迂回線（新垂井線）が完成しており、戦後の下り「つばめ」「はと」はこちらを経由することで、補機を連結することなく運行された。

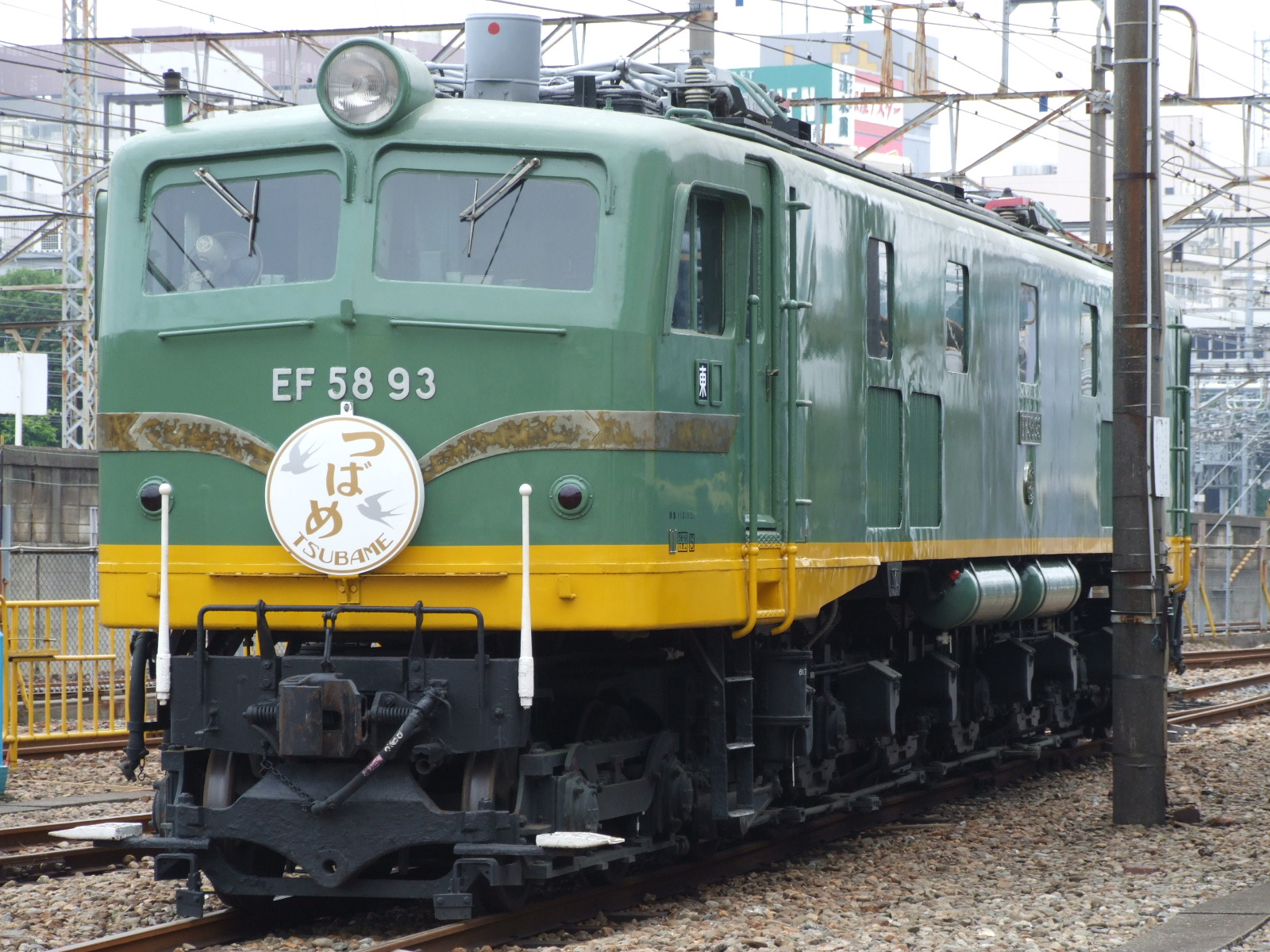
青大将塗色のEF58形

東海道本線全線電化時に「つばめ」「はと」の客車・電気機関車EF58形は、従来標準色であったぶどう色（焦茶色）からエメラルドグリーン（淡緑5号）に塗り替え、イメージチェンジした。これらの編成は、その塗色から「青大将」 と呼ばれて親しまれた。

151系つばめ
1960年 国鉄パンフレット

1958年11月からは、国鉄初の特急形電車である151系電車を用いて特急「こだま」の運行が開始されると、速度・設備水準において、旧型の客車を用い、機関車牽引であった「つばめ」「はと」の見劣りが目立つようになったため、1960年6月より「つばめ」の車両を151系電車に置き換えて2往復（1往復は神戸駅発着）に増発され、同時にスピードアップして東京駅 - 大阪駅間所要6時間30分となった。従前の一等展望車は廃されたが、代わりに二等特別席車「パーラーカー」を連結した。なおこの時「はと」は「つばめ」に吸収される形で一時消滅するが、翌1961年10月のダイヤ改正時、東京駅 - 大阪駅間の電車特急として再登場している。このとき、「つばめ」は2往復とも大阪駅発着となった。
1962年6月の山陽本線広島駅まで電化されたことにより、「つばめ」の1往復が広島駅まで乗り入れるようになり、東京駅 - 広島駅間の長駆900km弱を通し運転した。これは実質的には、前年の1961年10月のダイヤ改正で新設されていた大阪駅 - 広島駅間気動車特急「へいわ」を立て替える形で設定されたもので、引き替えに「へいわ」は廃止された。
この途上、山陽本線瀬野駅 - 八本松駅間には「瀬野八」とよばれる急勾配が存在し、広島駅発の上り列車についてはここを登坂する必要があった。だが、延長運転に先立って「つばめ」用の151系電車を瀬野八の区間で試験走行させてみると、過負荷により途中で各電動車の主電動機が異常過熱してしまい、自力では登坂不能であった。本来平坦な東海道線仕様の車両であり、パワー不足だったのである。
やむなく営業運転では、本来自走できる電車列車でありながら、補機を後部に連結して押し上げるという措置を採らざるを得なかった。補機にはEF61形が充当され、広島駅から八本松駅まで後押しを行った。

### 山陽本線・鹿児島本線の特急へ
1964年10月に東海道新幹線が開業すると、「つばめ」「はと」は運転区間を新大阪駅 - 博多駅間に変更された。新幹線と接続し、「つばめ」「はと」「かもめ」の各列車による九州直通の昼行特急群を形成した。そのため、3列車は総括して三羽がらすとも呼ばれた。当初は東海道線用の直流電化区間用の151系電車をそのまま使用し、交流電化区間である九州島内にはEF30形（関門トンネルの区間のみ）とED73形電気機関車牽引で乗り入れた。機関車牽引区間での車内電源は電源車サヤ420形 を間に挟んで確保していた。瀬野八での補機連結は従来通り続けられた。
1965年10月には「つばめ」の運転区間を名古屋駅 - 熊本駅間に変更し、「つばめ」史上で最長距離を走ることになった。同時に「つばめ」「はと」の車両は交直両用型の481系に置き換えられた。この結果、交流電化区間に乗り入れられるようになると同時に、瀬野八での補機連結も不要になり、自力走行による全区間直通運転が可能となった。
さらに、1968年10月以降は、「つばめ」「はと」に寝台電車581系・583系も用いられるようになった。
1972年3月、山陽新幹線岡山駅開業により、「つばめ」は岡山駅 - 博多駅・熊本駅間、「はと」は岡山駅 - 下関駅間の特急列車となった。半年後の同年10月、「つばめ」「はと」は「しおじ」と共にエル特急に指定された。1973年10月には、581系・583系の「つばめ」は運転区間が西鹿児島駅（現・鹿児島中央駅）まで延長された。
しかし、1975年3月10日に山陽新幹線博多駅開業により「つばめ」と「はと」は廃止されることになり、国鉄における「つばめ」の歴史は、ここで幕が下ろされた。

## JR九州の特急・新幹線
1975年3月に廃止されて以降、「この名称に釣り合うだけの格式のある列車がない」という理由で、しばらくの間用いられることはなかった。
しかし、国鉄分割民営化後の1992年7月、JR九州が鹿児島本線の特急の列車名として再び起用。同社は名称復活の際に、JRグループ各社から事前に了承を得るという手続きを行っている。
JR九州の「つばめ」は、1967年10月から鹿児島本線で運転されていた特急「有明」のうち、西鹿児島駅（現・鹿児島中央駅）発着列車を「つばめ」として1992年7月に分離したものである。このうち、787系電車を用いた列車ではビュフェ が連結され、「つばめレディ」と呼ばれる客室乗務員が乗務していた。2004年3月の九州新幹線開業に際し、「つばめ」は新幹線に用いられ、新幹線に接続する在来線特急列車は「リレーつばめ」とされた。これに先行して787系電車のビュフェは廃止、座席車に改造された。
九州新幹線の「つばめ」の名称は公募により決定し、得票数では第1位が「はやと」で「つばめ」は第5位であった が、「つばめ」が採用された。ツバメのスピード感に加え、春先に南から飛来するツバメのイメージが鹿児島から北上する九州新幹線にふさわしいと判断されたためである。「はやと」が採用されなかった理由としては、「はやと」が九州というより鹿児島県のイメージが強いこと、東北新幹線の「はやて」と紛らわしいからなどとされる。
その後、2011年3月12日に九州新幹線博多 - 新八代間が開通すると、九州新幹線には「つばめ」の他に2種別が追加され、「つばめ」は線内各駅停車タイプの名称となった。

## シンボルマークとしての"つばめ"

### 国鉄のシンボルとして

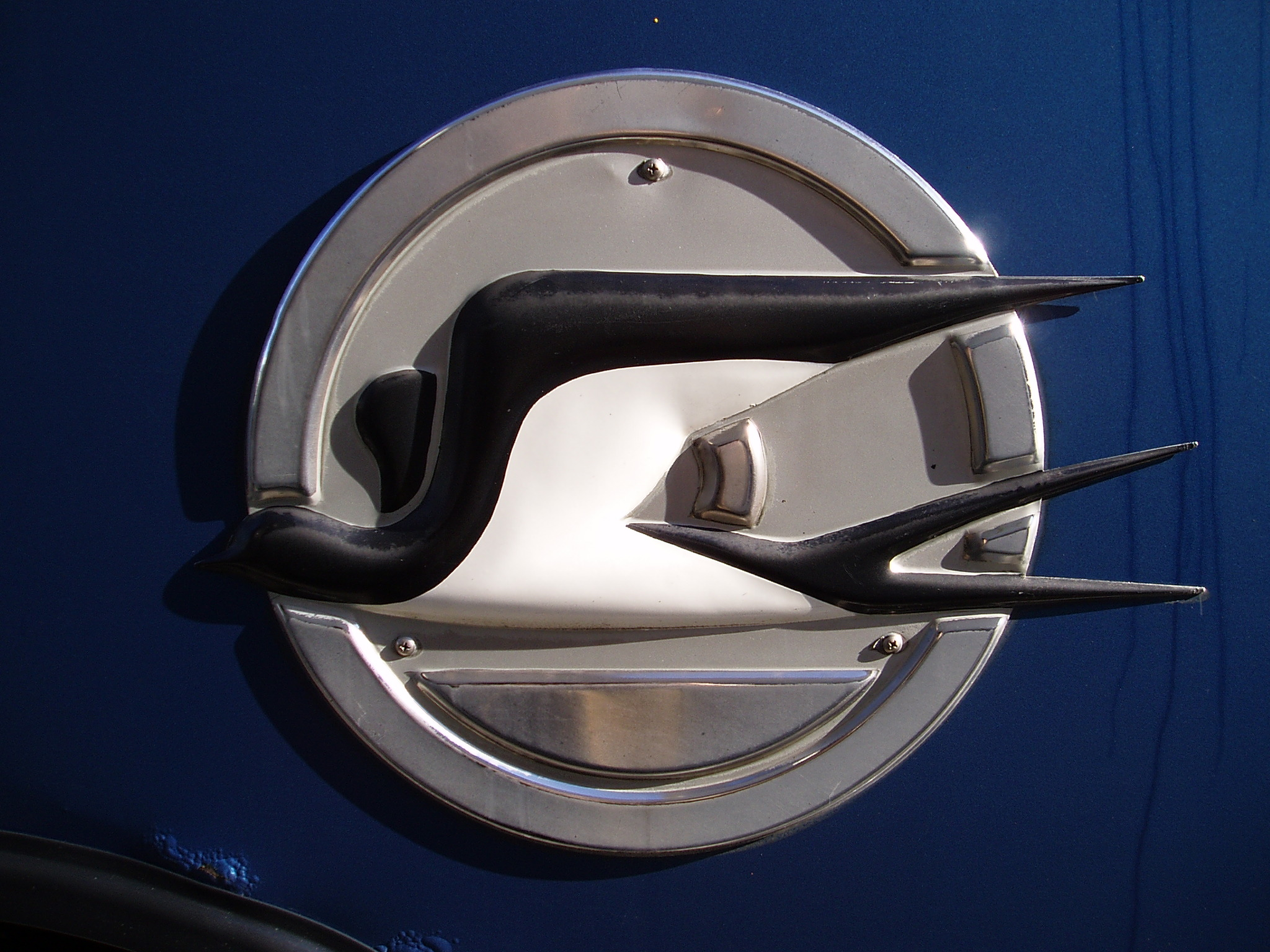
国鉄バスのシンボルマークとして使用された「つばめマーク」

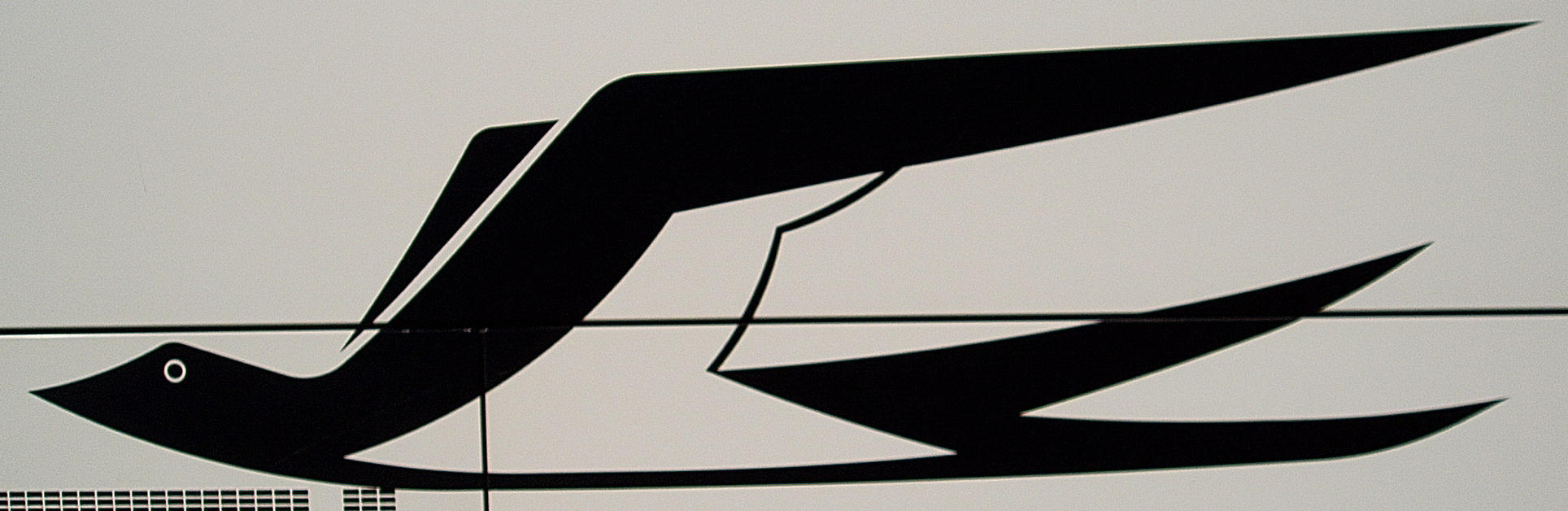
JRバスのシンボルマークとして使用されている「つばめマーク」

プロ野球球団・東京ヤクルトスワローズの愛称名『スワローズ(swallows)』は、1950年代の国鉄特急である「つばめ」に由来する。これは同球団の前身が、国鉄の外郭団体である財団法人鉄道協力会を中核として、財団法人鉄道弘済会、日本通運、日本交通公社などの企業により設立された「国鉄野球株式会社」の運営する「国鉄スワローズ」だったことによる。後、産経新聞（フジサンケイグループ）に譲渡されてから鉄腕アトムに因んでチーム名を「アトムズ」と改称しているが、ヤクルト本社へ再度譲渡されてからしばらく経って虫プロダクションの倒産によりアトムのキャラクター使用を取りやめ、元の「スワローズ」へ戻している。
これ以外にも旧国鉄はツバメをシンボルマークのように使用している。一例として、国鉄バスの側面には動輪の上で流線を描くツバメをあしらった「つばめマーク」が描かれている が、これは国有鉄道が公共企業体へ移行する際にデザインを一般公募し、それらを参考にして1950年10月14日に決定されたものである。このマークは国鉄末期にデザインが変更されたが、その後JR九州・JRバスグループでもこれを踏襲している。

### JR九州のシンボルマークとして
JR分社化後はもっぱらJRバスグループで用いられたが、JR九州では引き続きこのロゴを踏襲し、水戸岡鋭治のデザインによるつばめマークが使用された。先述の787系"つばめ"を皮切りに、783系リニューアル車、813系、キハ125系、キハ200系、303系、815系で用いられ、民営化後、黎明期のJR九州のシンボルマークとしての役割を果たした。
九州新幹線開業後、800系新幹線専用のシンボルマークとして、2羽のつばめと、ひらがな書体のロゴを使っていたが、全線開業後、つばめロゴをベースに8羽のつばめ（九州7県+JR九州として1）をあしらった水戸岡鋭治デザインの「AROUND THE KYUSHU」ロゴが発表された。このロゴは、新幹線・在来線特急（783系の車内、リレーつばめ終了後の787系、883系の一部、885系、キハ185系一般車）に共通的に使われたほか、車両以外にも乗務員用外套や駅構内のデザイン、さらには投資家向けのIR資料や社長会見用のバックボードなどにも用いられるJR九州のシンボルマーク的存在にもなった。また、2017年から採用されている新制服のエンブレムにも、新たなつばめマークが用いられている。

## 年表

### 超特急「燕」
- 1930年（昭和5年）10月：東海道本線東京駅 - 神戸駅間で超特急「燕」が運転開始。
- 1931年（昭和6年）12月：二・三等車で編成された臨時列車「臨時燕」を東京駅 - 大阪駅間で運転開始。
- 1934年（昭和7年）12月：「臨時燕」を「不定期燕」と改称し、一時期は一等寝台車も座席車扱いで連結された。
- 1934年（昭和9年）12月：丹那トンネルの開業で東海道本線が熱海駅経由に変更。距離・勾配が大幅に短縮・緩和され、東京駅 - 大阪駅間の所要時間は8時間に短縮。この記録は1956年（昭和31年）11月の東海道本線全線電化までの22年間、破られなかった。
- 1936年（昭和11年）8月：「燕」に国鉄初の冷房装置搭載の新製食堂車スシ37850形を連結。
  - この冷房装置の動力には車軸回転を利用していたが故障も多く、数年間にわたり試行錯誤が続けられた。
- 1937年（昭和12年）7月：「燕」の姉妹列車として、東京 - 神戸間に「鷗」を設定。ただし、全区間の所要時間は「燕」より20分長かった。
- 1940年（昭和15年）：食堂車の冷房装置を使用中止[37]。
- 1942年（昭和17年）11月：「不定期燕」廃止。
- 1943年（昭和18年）2月：「燕」は太平洋戦争の激化により運転区間を東京駅 - 大阪駅間に短縮し、「鷗」は廃止。同年7月、それまでの「特急」を「第一種急行」、「急行」を「第二種急行」と呼ぶようになる。しかし、戦争激化に伴い同年10月に「燕」は廃止となる。

### 東海道本線特急「つばめ」「はと」
- 1949年（昭和24年）9月：戦後初の国鉄特急として東京駅 - 大阪駅間で運転を開始した特急「へいわ」の運転を開始。
- 1950年（昭和25年）
  - 1月：「へいわ」を「つばめ」に改称。
  - 5月：「つばめ」の姉妹列車として特急「はと」の運転を開始。
- 1956年（昭和31年）11月：東海道本線の全線電化が完成。東京駅 - 大阪駅間の所要時間を7時間30分に短縮。
- 1960年（昭和35年）
  - 6月：「つばめ」の使用車両を151系電車に置き換えて電車化し2往復（1往復は神戸駅発着）に増発。東京駅 - 大阪駅間の所要時間を6時間30分に短縮。この時「はと」は「つばめ」に吸収される形で一時消滅する。
  - 8月20日：列車電話のサービスを開始する[38]。
- 1961年（昭和36年）10月：「はと」が東京駅 - 大阪駅間の電車特急として再設定。このとき、「つばめ」は2往復とも大阪駅発着となった。
- 1962年（昭和37年）6月：山陽本線広島電化に伴い、「つばめ」の1往復を広島駅までの運転に変更し、前年10月のダイヤ改正で大阪駅 - 広島駅間に設定された特急「へいわ」を廃止。

### 山陽本線・鹿児島本線電車特急「つばめ」「はと」
- 1964年（昭和39年）10月：東海道新幹線開業により、「つばめ」「はと」は新大阪駅 - 博多駅間に運転区間を変更。
- 1965年（昭和40年）10月：「つばめ」は名古屋駅 - 熊本駅間の特急に変更。「つばめ」史上で最長距離を走ることになる。
- 1968年（昭和43年）10月以降：「つばめ」「はと」に寝台電車581系・583系も用いられるようになる。この頃から「つばめ」「はと」は共に「特別な列車」から「大衆列車」に性格を変化させ、増発も図られた。
- 1972年（昭和47年）3月：山陽新幹線岡山駅開業により、「つばめ」は運転区間を岡山駅 - 博多駅・熊本駅間、「はと」は岡山駅 - 下関駅間とする。半年後の同年10月、「つばめ」「はと」は「しおじ」と共にエル特急に指定される。
- 1973年（昭和48年）10月：「つばめ」は運転区間を西鹿児島駅（現・鹿児島中央駅）まで延長。
- 1975年（昭和50年）3月10日：ゴーマルサンと呼ばれる山陽新幹線博多駅開業に伴うダイヤ改正により、「つばめ」と「はと」を廃止。

### リバイバルトレイン

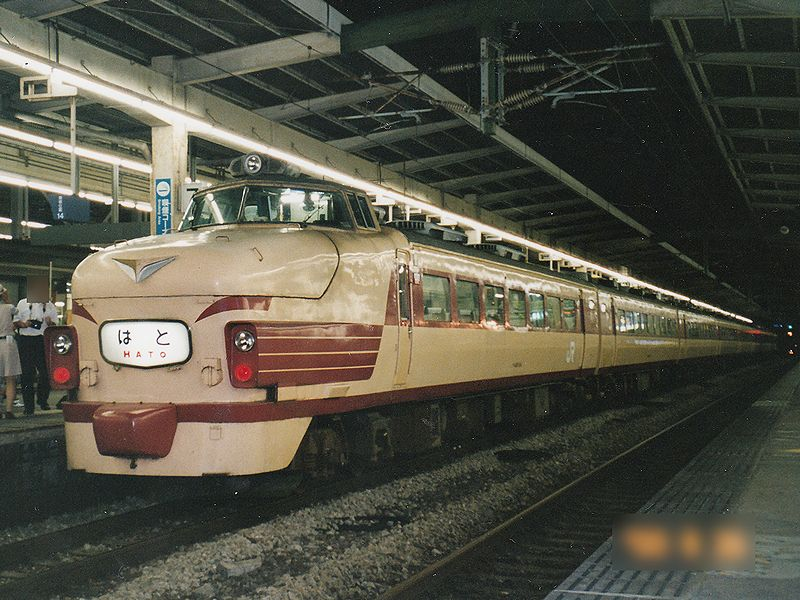
2000年8月26日に運転されたリバイバル「はと」

リバイバルトレイン（復活運転）と称して国鉄などが「つばめ」「はと」を臨時列車ないしは団体専用列車として運行したことがある。
- 1981年（昭和56年）7月25日（下り）・7月26日（上り）：臨時列車として、国鉄が東京駅 - 大阪駅間に「つばめ」を14系座席車で運転し、食堂車（オシ14形）も連結された。EF58形61号機が全区間を牽引した。この時は学習院大学の女子大生10名が「つばめガール」として当時の制服を着用して乗務した。

| リバイバル「つばめ」編成 |                   |                   |                   |                   |                   |                   |                   |                   |                   |                   |                   |                   |                   |
| ← 大阪東京 → |                   |                   |                   |                   |                   |                   |                   |                   |                   |                   |                   |                   |                   |
| \| 号車 \| 1 \| 2 \| 3 \| 4 \| 5 \| 6 \| 7 \| 8 \| 9 \| 10 \| 11 \| 12 \| 13 \| \| 客車形式 \| スハフ14 38 \| オハ14 176 \| オハ14 136 \| オハ14 24 \| オハ14 165 \| オハフ15 47 \| スハフ14 39 \| オシ14 12 \| オハ14 137 \| オハ14 22 \| オハ14 133 \| オハ14 129 \| スハフ14 52 \| \| 機関車 \| 往復ともにEF58 61 \| 往復ともにEF58 61 \| 往復ともにEF58 61 \| 往復ともにEF58 61 \| 往復ともにEF58 61 \| 往復ともにEF58 61 \| 往復ともにEF58 61 \| 往復ともにEF58 61 \| 往復ともにEF58 61 \| 往復ともにEF58 61 \| 往復ともにEF58 61 \| 往復ともにEF58 61 \| 往復ともにEF58 61 \| |                   |                   |                   |                   |                   |                   |                   |                   |                   |                   |                   |                   |                   |
| 号車 | 1                 | 2                 | 3                 | 4                 | 5                 | 6                 | 7                 | 8                 | 9                 | 10                | 11                | 12                | 13                |
| 客車形式 | スハフ14 38       | オハ14 176        | オハ14 136        | オハ14 24         | オハ14 165        | オハフ15 47       | スハフ14 39       | オシ14 12         | オハ14 137        | オハ14 22         | オハ14 133        | オハ14 129        | スハフ14 52       |
| 機関車 | 往復ともにEF58 61 | 往復ともにEF58 61 | 往復ともにEF58 61 | 往復ともにEF58 61 | 往復ともにEF58 61 | 往復ともにEF58 61 | 往復ともにEF58 61 | 往復ともにEF58 61 | 往復ともにEF58 61 | 往復ともにEF58 61 | 往復ともにEF58 61 | 往復ともにEF58 61 | 往復ともにEF58 61 |

- 1982年（昭和57年）7月24日（下り）・7月25日（上り）：臨時列車として国鉄が東京駅 - 大阪駅間に下り「はと」、上り「つばめ」を運転。

| リバイバル「はと」「つばめ」編成 |                   |                   |                   |                   |                   |                   |                   |                   |                   |                   |                   |                   |                   |
| ← 大阪東京 → |                   |                   |                   |                   |                   |                   |                   |                   |                   |                   |                   |                   |                   |
| \| 号車 \| 1 \| 2 \| 3 \| 4 \| 5 \| 6 \| 7 \| 8 \| 9 \| 10 \| 11 \| 12 \| 13 \| \| 客車形式 \| スハフ14 38 \| オハ14 183 \| オハ14 178 \| オハ14 133 \| オハ14 180 \| オハフ15 6 \| スハフ14 53 \| オシ14 13 \| オハ14 130 \| オハ14 179 \| オハ14 176 \| オハ14 21 \| スハフ14 61 \| \| 機関車 \| 往復ともにEF58 61 \| 往復ともにEF58 61 \| 往復ともにEF58 61 \| 往復ともにEF58 61 \| 往復ともにEF58 61 \| 往復ともにEF58 61 \| 往復ともにEF58 61 \| 往復ともにEF58 61 \| 往復ともにEF58 61 \| 往復ともにEF58 61 \| 往復ともにEF58 61 \| 往復ともにEF58 61 \| 往復ともにEF58 61 \| |                   |                   |                   |                   |                   |                   |                   |                   |                   |                   |                   |                   |                   |
| 号車 | 1                 | 2                 | 3                 | 4                 | 5                 | 6                 | 7                 | 8                 | 9                 | 10                | 11                | 12                | 13                |
| 客車形式 | スハフ14 38       | オハ14 183        | オハ14 178        | オハ14 133        | オハ14 180        | オハフ15 6        | スハフ14 53       | オシ14 13         | オハ14 130        | オハ14 179        | オハ14 176        | オハ14 21         | スハフ14 61       |
| 機関車 | 往復ともにEF58 61 | 往復ともにEF58 61 | 往復ともにEF58 61 | 往復ともにEF58 61 | 往復ともにEF58 61 | 往復ともにEF58 61 | 往復ともにEF58 61 | 往復ともにEF58 61 | 往復ともにEF58 61 | 往復ともにEF58 61 | 往復ともにEF58 61 | 往復ともにEF58 61 | 往復ともにEF58 61 |

- 2000年（平成12年）8月26日：山陽新幹線の全線開業25周年を記念し、西日本旅客鉄道（JR西日本）が新大阪駅 → 博多駅間で「はと」を運転する[39]。JR西日本金沢総合車両所配置の489系電車が使用された。
- 2002年（平成14年）5月19日：山陽新幹線の岡山開業30周年を記念し、JR西日本が広島駅 → 岡山駅間に「はと」を運転[40]。
- 2004年（平成16年）10月2日（下り）・10月3日（上り）：東海道新幹線開業40周年を記念し、東日本旅客鉄道（JR東日本）が品川駅 - 名古屋駅間に「つばめ」を運行[41]。使用車両はJR東日本秋田車両センター（現・秋田総合車両センター南秋田センター）配置の583系電車であった[41]。
- 2012年（平成24年）2月1日（下り・はと）・2月2日（上り・つばめ）：門司港駅舎100周年ならびに九州鉄道記念館10周年を記念し、九州旅客鉄道（JR九州）が門司港駅 - 八代間に団体臨時列車として運行。車両は485系国鉄色復元車。

なお、例外的(何に対する例外?)に1987年（昭和62年）3月31日に運行した団体列車「旅立ちJR西日本号」は、展望車「マイテ49形客車」を連結し、客車時代の「つばめ」を模したテールマークを使用した。詳細は旅立ちJR号#旅立ちJR西日本号を参照のこと。